# 南中郷駅
南中郷駅（みなみなかごうえき）は、茨城県北茨城市中郷町小野矢指（やさし）にある、東日本旅客鉄道（JR東日本）常磐線の駅である。
当駅は北茨城市の南部に位置し、同市と高萩市の市境付近に位置する。

## 歴史
- 1910年（明治43年）
  - 2月1日：運転業務取り扱い開始[2]。
  - 2月16日：鉄道院の駅として貨物営業開始[4]。
  - 3月18日：旅客営業開始[5]。
- 1945年（昭和20年）9月15日：常磐炭鉱（現・常磐興産）中郷鉱専用線が開通。
  - 当駅より駅西側にあった常磐炭鉱中郷鉱まで3.9kmの専用線が伸びており、炭鉱で産出された石炭の輸送を行っていた。
- 1949年（昭和24年）6月1日：日本国有鉄道が発足。
- 1971年（昭和46年）9月1日：常磐炭鉱中郷鉱が8月30日に閉山となったため、専用線の運行を休止。
- 1975年（昭和50年）10月18日：常磐炭鉱中郷鉱専用線を正式廃止。
- 1983年（昭和58年）4月21日：貨物列車の設定廃止。同時に専用線発着の車扱貨物の取扱を廃止[2]。
- 1984年（昭和59年）2月1日：荷物扱い廃止[2]。
- 1987年（昭和62年）4月1日：国鉄分割民営化により、JR東日本の駅となる[2]。
- 2009年（平成21年）3月14日：東京近郊区間拡大に伴い、ICカード「Suica」の利用が可能となる[6]。
- 2014年（平成26年）3月5日：新駅舎供用開始[7]。
- 2018年（平成30年）3月16日：みどりの窓口の営業を終了[8]。
- 2023年（令和5年）3月18日：終日無人化[3]。
- 2024年（令和6年）4月：中郷タクシーの事務所を併設。

## 駅構造
島式ホーム1面2線を有する地上駅。改札口とホームは跨線橋で連絡している。
常磐線  (上野 - いわき間)  では唯一の無人駅である。無人化される前までは、JR東日本ステーションサービスが駅業務を受託する業務委託駅で自動券売機が設置されていたほか、2018年3月16日まではみどりの窓口の営業を行っていた。簡易Suica改札機が設置されている。

### のりば
| 番線 | 路線    | 方向 | 行先                     |
| ---- | ------- | ---- | ------------------------ |
| 1    | ■常磐線 | 上り | 日立・水戸・上野方面     |
| 2    | ■常磐線 | 下り | いわき・原ノ町・仙台方面 |

（出典：JR東日本:駅構内図）

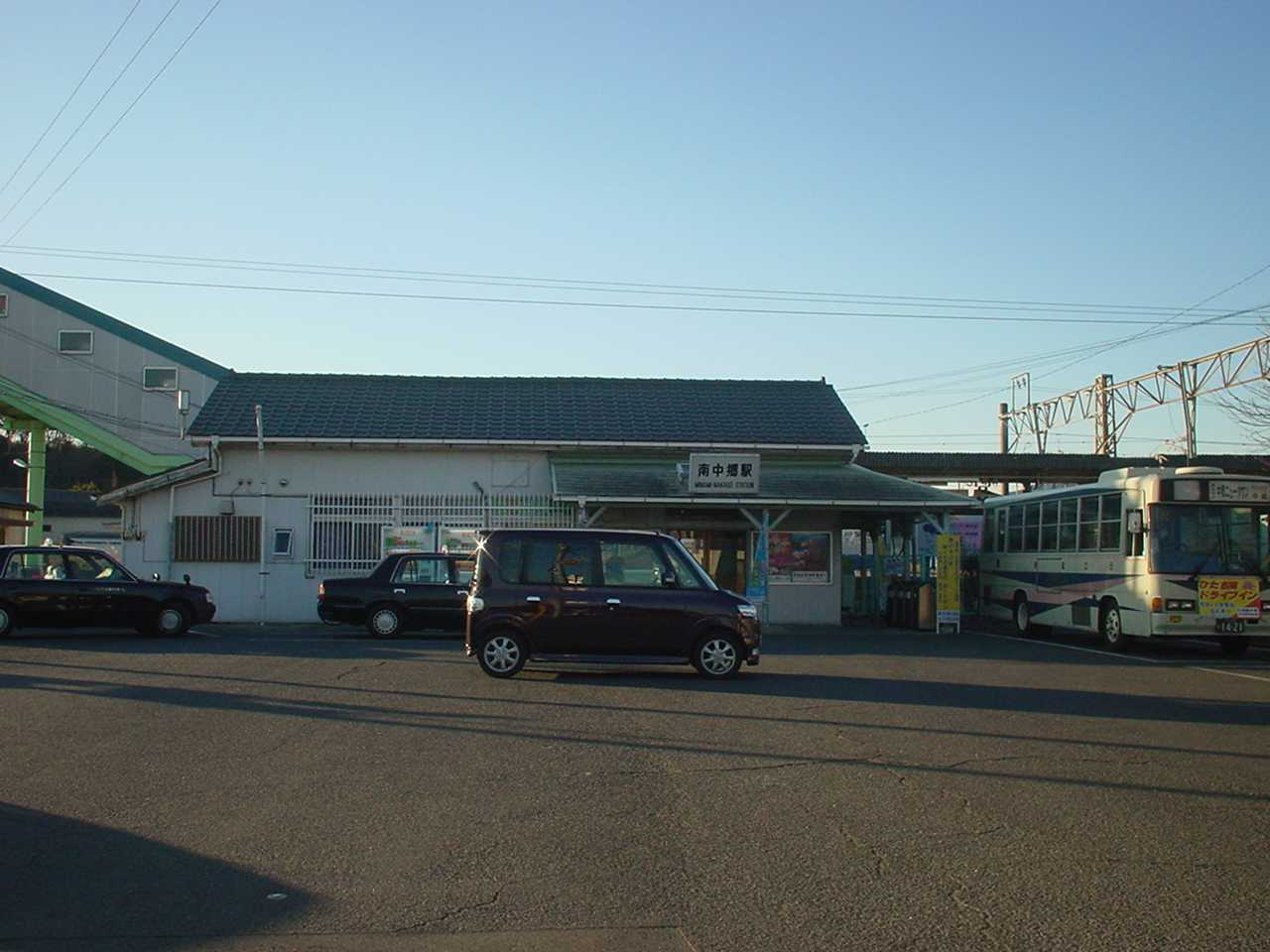
旧駅舎（2006年1月）
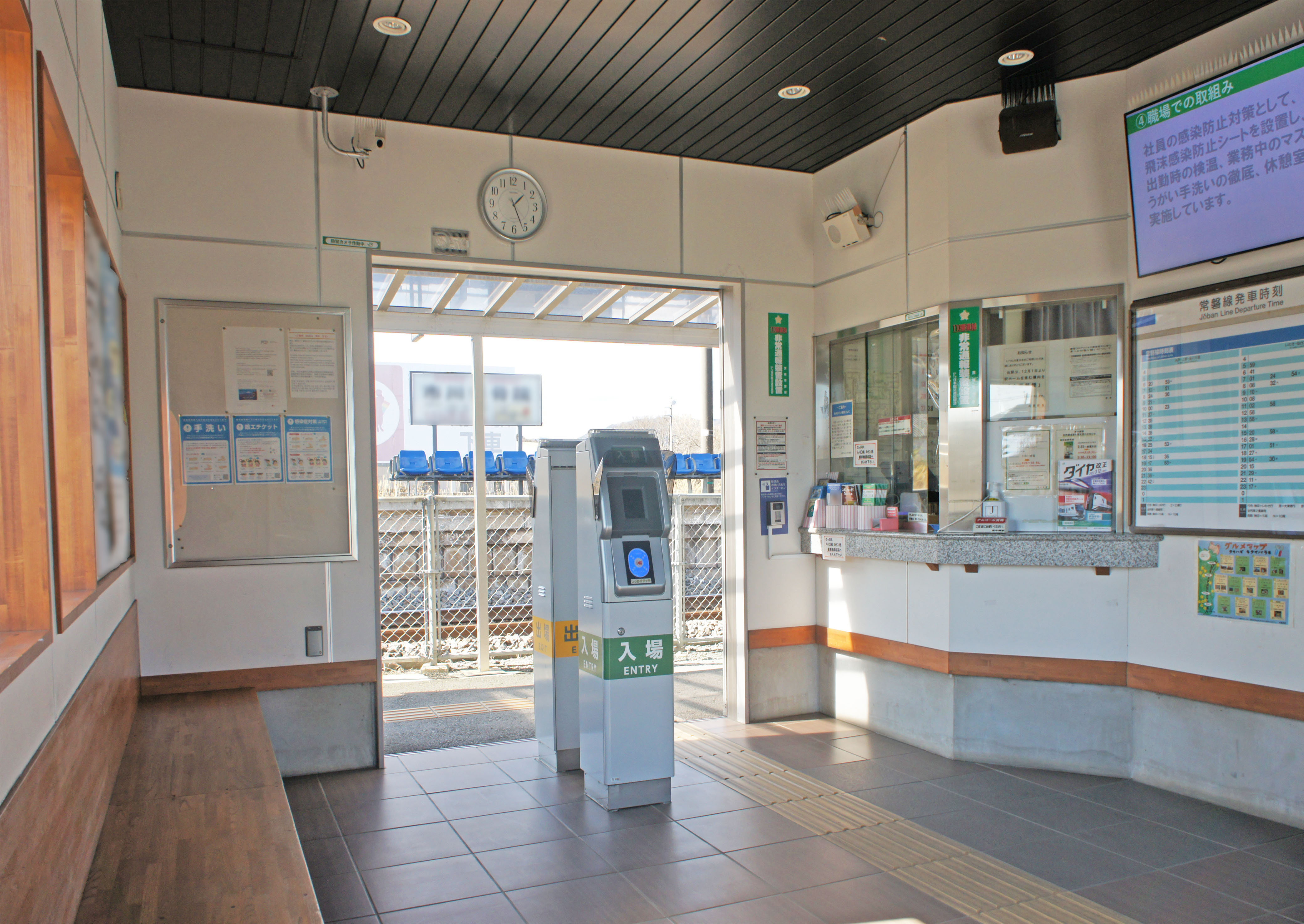
改札口（2022年2月）
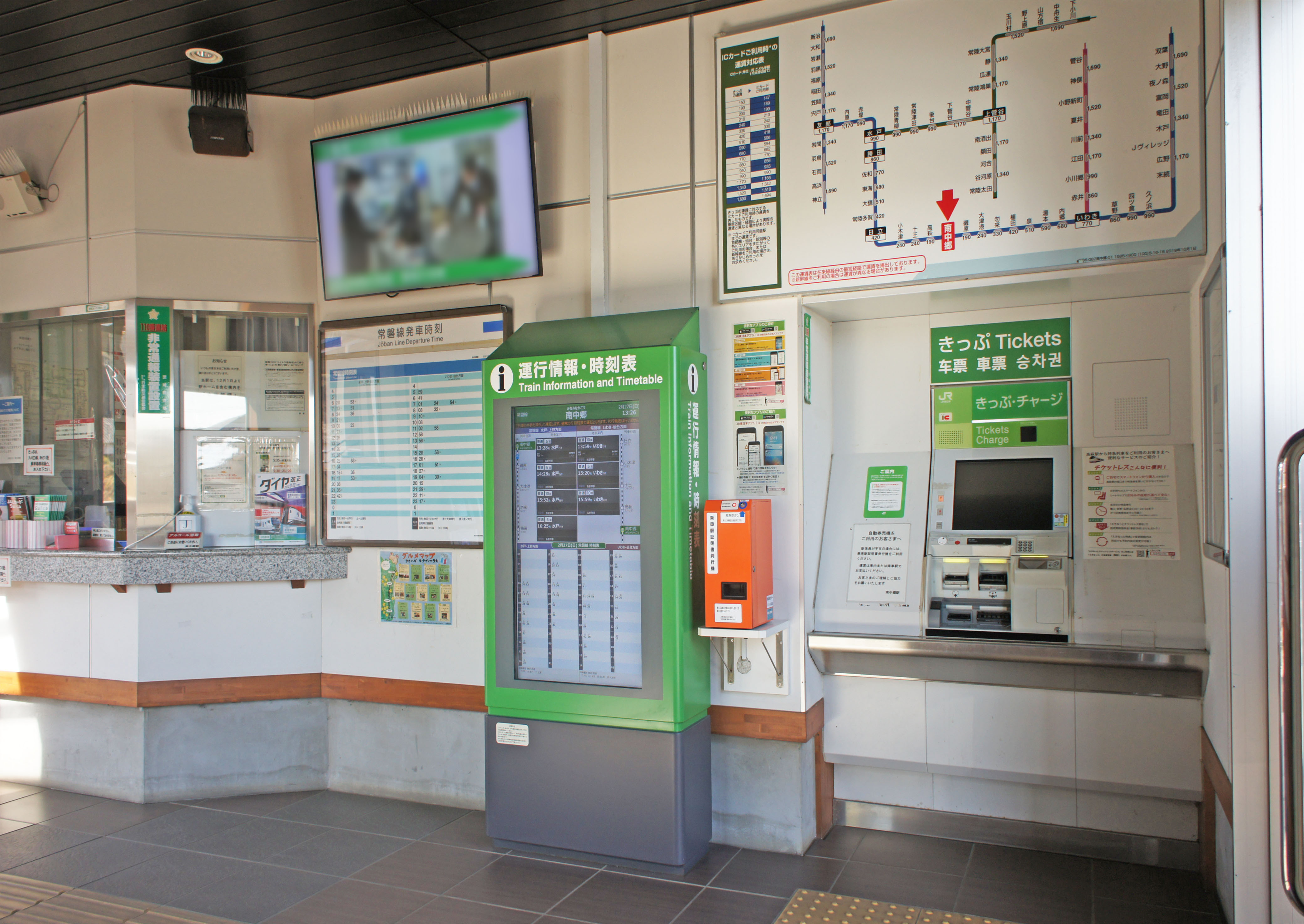
自動券売機（2022年2月）
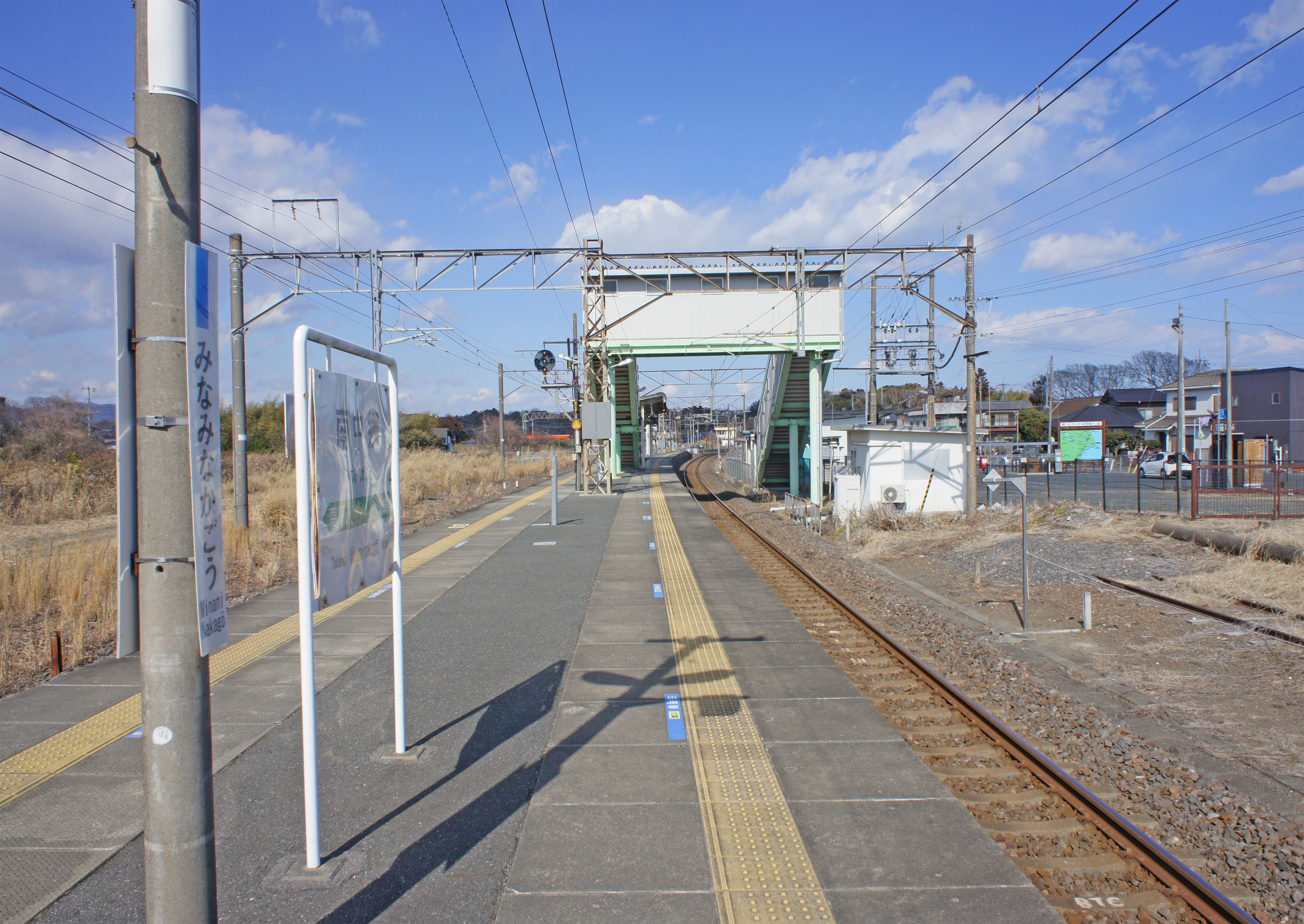
ホーム（2022年2月）

## 利用状況
JR東日本によると、2000年度（平成12年度）- 2021年度（令和3年度）の1日平均乗車人員の推移は以下のとおりであった。
| 乗車人員推移       | 乗車人員推移     | 乗車人員推移    |
| 年度               | 1日平均 乗車人員 | 出典            |
| ------------------ | ---------------- | --------------- |
| 2000年（平成12年） | 1,060            | [ 利用客数 1 ]  |
| 2001年（平成13年） | 992              | [ 利用客数 2 ]  |
| 2002年（平成14年） | 929              | [ 利用客数 3 ]  |
| 2003年（平成15年） | 895              | [ 利用客数 4 ]  |
| 2004年（平成16年） | 839              | [ 利用客数 5 ]  |
| 2005年（平成17年） | 798              | [ 利用客数 6 ]  |
| 2006年（平成18年） | 780              | [ 利用客数 7 ]  |
| 2007年（平成19年） | 759              | [ 利用客数 8 ]  |
| 2008年（平成20年） | 753              | [ 利用客数 9 ]  |
| 2009年（平成21年） | 741              | [ 利用客数 10 ] |
| 2010年（平成22年） | 696              | [ 利用客数 11 ] |
| 2011年（平成23年） | 630              | [ 利用客数 12 ] |
| 2012年（平成24年） | 633              | [ 利用客数 13 ] |
| 2013年（平成25年） | 638              | [ 利用客数 14 ] |
| 2014年（平成26年） | 602              | [ 利用客数 15 ] |
| 2015年（平成27年） | 597              | [ 利用客数 16 ] |
| 2016年（平成28年） | 576              | [ 利用客数 17 ] |
| 2017年（平成29年） | 577              | [ 利用客数 18 ] |
| 2018年（平成30年） | 570              | [ 利用客数 19 ] |
| 2019年（令和元年） | 553              | [ 利用客数 20 ] |
| 2020年（令和02年） | 484              | [ 利用客数 21 ] |
| 2021年（令和03年） | 465              | [ 利用客数 22 ] |

## 駅周辺
- 国道6号
- 北茨城市役所南部市民センター
- 南中郷郵便局
- 長久保赤水旧宅

## バス路線
- 北茨城市巡回バス
  - 中郷線：グリーンヒル中郷行、石岡スポーツ広場行、磯原駅西口行 ※土休日運休

## その他
駅開業初期には、小野矢指にあることから駅名を「矢指駅」と誤解する人が多数おり、地域住民も「矢指駅」への改称を願い出ていた。しかし改称願はいずれも却下された。

## 隣の駅
東日本旅客鉄道（JR東日本）
■常磐線
高萩駅 - 南中郷駅 - 磯原駅

### 記事本文
1. 1 2 3  『週刊 JR全駅・全車両基地』 42号 水戸駅・常陸太田駅・高萩駅ほか74駅、朝日新聞出版〈週刊朝日百科〉、2013年6月9日、23頁。
2. 1 2 3 4 5  石野哲（編）『停車場変遷大事典 国鉄・JR編 Ⅱ』（初版）JTB、1998年10月1日、432頁。ISBN 978-4-533-02980-6。
3. 1 2  “駅体制の見直しについて提案を受ける!②”.   JR東労組水戸地方本部 (2023年1月25日). 2023年3月7日閲覧。
4. ↑  「鉄道院告示第8号」『官報』1910年2月15日（国立国会図書館デジタルコレクション）
5. ↑  「鉄道院告示第14号」『官報』1910年3月17日（国立国会図書館デジタルコレクション）
6. ↑  『Suicaをご利用いただけるエリアが広がります。』（PDF）（プレスリリース）東日本旅客鉄道、2008年12月22日。オリジナルの2020年5月25日時点におけるアーカイブ。2020年5月25日閲覧。
7. ↑  『水戸線羽黒駅、常磐線南中郷駅新駅舎の供用開始について』（PDF）（プレスリリース）東日本旅客鉄道水戸支社、2014年2月14日。オリジナルの2014年8月5日時点におけるアーカイブ。2014年3月28日閲覧。
8. 1 2  “駅の情報（南中郷駅）：JR東日本”.   東日本旅客鉄道. 2018年3月7日時点のオリジナルよりアーカイブ。2018年3月7日閲覧。
9. ↑  事業エリアマップ - JR東日本ステーションサービス.2021年11月24日閲覧
10. 1 2  『北茨城市史』 下巻、北茨城市、1987年、183頁。doi:10.11501/9644159。

### 利用状況
1. ↑  “各駅の乗車人員（2000年度）”.   東日本旅客鉄道. 2019年3月5日閲覧。
2. ↑  “各駅の乗車人員（2001年度）”.   東日本旅客鉄道. 2019年3月5日閲覧。
3. ↑  “各駅の乗車人員（2002年度）”.   東日本旅客鉄道. 2019年3月5日閲覧。
4. ↑  “各駅の乗車人員（2003年度）”.   東日本旅客鉄道. 2019年3月5日閲覧。
5. ↑  “各駅の乗車人員（2004年度）”.   東日本旅客鉄道. 2019年3月5日閲覧。
6. ↑  “各駅の乗車人員（2005年度）”.   東日本旅客鉄道. 2019年3月5日閲覧。
7. ↑  “各駅の乗車人員（2006年度）”.   東日本旅客鉄道. 2019年3月5日閲覧。
8. ↑  “各駅の乗車人員（2007年度）”.   東日本旅客鉄道. 2019年3月5日閲覧。
9. ↑  “各駅の乗車人員（2008年度）”.   東日本旅客鉄道. 2019年3月5日閲覧。
10. ↑  “各駅の乗車人員（2009年度）”.   東日本旅客鉄道. 2019年3月5日閲覧。
11. ↑  “各駅の乗車人員（2010年度）”.   東日本旅客鉄道. 2019年3月5日閲覧。
12. ↑  “各駅の乗車人員（2011年度）”.   東日本旅客鉄道. 2019年3月5日閲覧。
13. ↑  “各駅の乗車人員（2012年度）”.   東日本旅客鉄道. 2019年3月5日閲覧。
14. ↑  “各駅の乗車人員（2013年度）”.   東日本旅客鉄道. 2019年3月5日閲覧。
15. ↑  “各駅の乗車人員（2014年度）”.   東日本旅客鉄道. 2019年3月5日閲覧。
16. ↑  “各駅の乗車人員（2015年度）”.   東日本旅客鉄道. 2019年3月5日閲覧。
17. ↑  “各駅の乗車人員（2016年度）”.   東日本旅客鉄道. 2019年3月5日閲覧。
18. ↑  “各駅の乗車人員（2017年度）”.   東日本旅客鉄道. 2018年7月6日閲覧。
19. ↑  “各駅の乗車人員（2018年度）”.   東日本旅客鉄道. 2019年7月12日閲覧。
20. ↑  “各駅の乗車人員（2019年度）”.   東日本旅客鉄道. 2020年7月12日閲覧。
21. ↑  “各駅の乗車人員（2020年度）”.   東日本旅客鉄道. 2021年7月24日閲覧。
22. ↑  “各駅の乗車人員（2021年度）”.   東日本旅客鉄道. 2022年8月6日閲覧。